# Elisa Izaurralde
Elisa Izaurralde (* 20. September 1959 in Montevideo, Uruguay; † 30. April 2018 in Tübingen) war eine Molekularbiologin und Biochemikerin.

## Leben
Izaurralde studierte Biochemie an der Universität Genf mit der Promotion 1989. Als Post-Doktorandin war sie 1990 bis 1996 am European Molecular Biology Laboratory (EMBL) in Heidelberg, dann 1996 bis 1999 Projektleiterin am Institut für Molekularbiologie der Universität Genf und 1999 bis 2004 wieder am EMBL als Projektleiterin und 2004/2005 als Senior Scientist. 2005 bis 2006 koordinierte sie das Programm für Genexpression am EMBL. Sie war seit 2005 Direktorin am MPI für Entwicklungsbiologie in Tübingen. Außerdem war sie Honorarprofessorin an der Universität Tübingen.

## Werk
Sie befasste sich mit der Biologie der RNA und deren Regulation in der Zelle, unter anderem dem Mechanismus des Austritts der mRNA aus dem Zellkern, Stabilitäts- und Qualitätskontrolle der mRNA und Stilllegung von Genexpression durch RNA-Silencing.
2016 klärte sie mit ihrer Gruppe die molekularen Mechanismen beim Decapping von mRNA auf, einem wichtigen Schritt beim Abbau der mRNA in der Zelle (tail und cap sind Schutzgruppen, die den Abbau verhindern, wobei vor dem eigentlichen Abbau zuerst tail und dann cap entfernt wird). Sie konnten die Struktur und Funktion von beim Decapping zusammenwirkenden Enzymen (Dcp2, Dcp1 und Edc1) bestimmen. Dcp2 führt das eigentliche Decapping aus und bindet die mRNA. Durch Bindung von Dcp1 und Edc1 an Dcp2 wird bei diesem eine Konformation in Form einer internen 120 Grad Rotation stabilisiert, was erst eine stärkere Bindung der m-RNA ermöglicht.

## Ehrungen und Mitgliedschaften
Seit 2000 war sie Mitglied der European Molecular Biology Organization (EMBO). Im Jahr 2008 erhielt sie gemeinsam mit Elena Conti den Gottfried-Wilhelm-Leibniz-Preis der Deutschen Forschungsgemeinschaft, 2012 erhielt sie den Ernst-Jung-Preis. Im Jahr 2009 wurde sie zum Mitglied der Leopoldina gewählt, 2016 zum Mitglied der Academia Europaea.

## Schriften (Auswahl)
- mit J. Lewis u. a.: A nuclear cap binding protein complex involved in pre-mRNA splicing. Cell, Band 78, 1994, S. 657–668
- mit U. Kutay, C. von Kobbe, I. W. Mattaj, D. Görlich: The asymmetric distribution of the constituents of the Ran system is essential for transport into and out of the nucleus. EMBO Journal, Band 16, 1997, S. 6535–6547
- mit P. Grüter, C. Tabernero, C. von Kobbe, C. Schmitt, C. Saavedra, A. Bachi, M. Willm, B. K. Felber: TAP, the human homolog of Mex67p, mediates CTE-dependent RNA export from the nucleus. Molecular Cell, Band 1, 1998, S. 649–659
- mit H. Le Hir, L. E. Maquat, M. J. Moore: The spliceosome deposits multiple proteins 20–24 nucleotides upstream of mRNA exon–exon junctions. EMBO Journal, Band 19, 2000, S. 6860–6869
- mit H. Le Hir, D. Gatfield, M. J. Moore: The exon–exon junction complex provides a binding platform for factors involved in mRNA export and nonsense-mediated mRNA decay. EMBO Journal, Band 20, 2001, S. 4987–4997
- mit A. Lingel, B. Simon, M. Sattler: Structure and nucleic-acid binding of the Drosophila Argonaute 2 PAZ domain. Nature, Band 426, 2003, S. 465
- mit A. Eulalio, I. Behm-Ansmant: P bodies: at the crossroads of post-transcriptional pathways. Nature Reviews Molecular Cell Biology, Band 8, 2007, S.  9
- mit I. Behm-Ansmant, J. Rehwinkel, T. Doerks, A. Stark, P. Bork: mRNA degradation by miRNAs and GW182 requires both CCR4: NOT deadenylase and DCP1: DCP2 decapping complexes. Genes & development, Band 20, 2006, S. 1885–1898
- mit A. Eulalio, I. Behm-Ansmant, D. Schweizer: P-body formation is a consequence, not the cause, of RNA-mediated gene silencing. Molecular and Cellular Biology, Band 27, 2007, S. 3970–3981
- mit A. Eulalio, E. Huntzinger: Getting to the root of miRNA-mediated gene silencing. Cell, Band 132, 2008, S. 9–14
- mit E. Huntzinger: Gene silencing by microRNAs: contributions of translational repression and mRNA decay. Nature Reviews Genetics, Band 12, 2011, S. 99
- mit S. Jonas: Towards a molecular understanding of microRNA-mediated gene silencing. Nature Reviews Genetics, Band 16, 2015, S. 421